# 統一帕金森氏症評定量表
统一帕金森氏症评定量表 （英文全称为The unified Parkinson's disease rating scale，也被称为UPDRS评分量表或UPD评分量表）是用来纵向衡量帕金森氏症发展情形的估量表。 UPD评分量表是临床研究帕金森氏症中最常用的评分量表。

## 量表组成部分
UPD量表修改并吸纳了Hoehn-Yahr分級表以及Schwab-England日常生活活动量表等其它用于评估帕金森氏症的量表。UPD量表包括一下几个部分：
- 第一部分：估量心理状态、行为和情绪
- 第二部分：对日常生活活动的自我评估，包括对说话、吞咽、咀嚼、写字、穿着、卫生、跌倒、唾液分泌、床上翻身、走路、餐具使用等项目的评估。
- 第三部分：对运动能力的临床评估
- 第四部分： 治疗所产生的并发症
- 第五部分： 修订版Hoehn-Yahr分級表，估量帕金森病的严重程度
- 第六部分： 修订版Schwab-England日常生活活动量表

以上部分由临床观察和与患者面交流作出。某些部分要求指示各类极端的不同评定等第。
临床医生和研究人员都会使用UPDRS量表，尤其是关于运动能力的部分，以追踪病人病情的发展。科研人员利用该量表统一评估给定疗法的疗效。神经科学领域在临床实践中使用该标准更加客观地评估行为。
长期使用该量表使得患者病情发展可以得到了解。例如，迈克尔·J·福克斯的症状肇始于身体不由自主的微微颤抖，依照量表分数低于10。多数患者的“心理状态、行为和情绪”量表会分数在后来上升，但是也有人是在一开始就立即上升的。

## MDS-UPDRS评分量表
2007年，国际运动障碍协会（简称MDS）发布了校订版本的UPDRS评分量表，该量表也被称为MDS-UPDRS评分量表。MDS支持的研究小组调查并强调了初始版本的UPDRS评分量表的局限性，并因此使得作为改良版本的MDS-UPDRS评分量表获得更多人的接受。原版量表的两大局限在于分指标之间缺乏协调一致、对帕金森病停电状态缺乏强调。修订后的UPDRS评分量表维持了原先的四部分结构，重新组织了其中的分指标。
MDS-UPDRS评分量表的四部分分别是：
1. 患者日常活动上非運動性的評估（含十三项问题）
2. 患者日常活动上運動性的評估（含十三项问题）

1. 患者运动能力的评估（含十八项问题）
2. 运动并发症（含六项问题）

每个分量表包含0-4分估分，用于对应正常-轻微-不严重-中等-严重进行评定。